# Idea (album)
Pour les articles homonymes, voir Idea.
Albums de Bee Gees
Horizontal
(1968) Odessa
(1969)
Idea est le cinquième album (troisième à l'international) des Bee Gees, sorti en septembre 1968. La pochette de l'album été créée par Klaus Voormann, ami historique des Beatles. Durant l'année 1968, le groupe travaille à un rythme infernal entre les tournées et les enregistrements en studio sans compter la promotion des singles ; la barre est placée haut, pour rester dans le coup face aux autres groupes du moment. Robin Gibb devient incontestablement le leader du groupe et offre avec I've Gotta Get a Message to You et I Started a Joke leurs plus grands succès de cette année-là. 

## Titres
Toutes les chansons sont de Barry, Robin et Maurice Gibb, sauf Such a Shame, écrite par Vince Melouney. La chanson I've Gotta Get a Message to You n'était quant à elle présente que sur la version américaine de l'album. Toutes les chansons ont été enregistrées à Londres aux Studios IBC.
| 1.    | Let There Be Love                    | juin 1968           | 3:32 |
| 2.    | Kitty Can                            | juin 1968           | 2:39 |
| 3.    | In The Summer of His Years           | février 1968        | 3:10 |
| 4.    | Indian Gin and Whisky Dry            | juin 1968           | 2:01 |
| 5.    | Down to Earth                        | 8 et 9 janvier 1968 | 2:32 |
| 6.    | Such a Shame                         | juin 1968           | 2:28 |
| 7.    | I've Gotta Get a Message to You      | juillet 1968        | 2:57 |
| 8.    | Idea                                 | juin 1968           | 2:51 |
| 9.    | When the Swallows Fly                | juin 1968           | 2:32 |
| 10.   | I Have Decided to Join the Air Force | février 1968        | 2:11 |
| 11.   | I Started a Joke                     | juin 1968           | 3:08 |
| 12.   | Kilburn Towers                       | juin 1968           | 2:19 |
| 13.   | Swan Song                            | 13 décembre 1967    | 2:58 |
| 36:11 |                                      |                     |      |

## Musiciens
- Barry Gibb : chant, guitare
- Robin Gibb : chant
- Maurice Gibb : chant, basse, claviers
- Vince Melouney : guitare, chant (6)
- Colin Petersen : batterie